# جشنواره فیلم کن ۲۰۱۵
جشنواره فیلم کن ۲۰۱۵، شصت و هشتمین دوره جشنواره فیلم کن (به انگلیسی: The 68th annual Cannes Film Festival) است که از تاریخ ۱۳ می‌ تا ۲۴ می ۲۰۱۵ در شهر کن در جنوب فرانسه برگزار شد.
جوئل و اتان کوئن به‌طور مشترک ریاست هیئت داوران این دوره از جشنواره را بر عهده داشتند. این برای اولین بار در تاریخ برگزاری جشنواره کن است که دو نفر همزمان مسئول هیئت داوران هستند. هم‌چنین برای نخستین بار در سی سال گذشته، با فیلم یک کارگردان زن جشنواره به‌طور رسمی آغاز به کار کرد. سربلند فیلم امانوئل برکو، کارگردان و بازیگر و فیلمنامه‌نویس فرانسوی افتتاحیه جشنواره بود.

برای ادای دین به اینگرید برگمن پوستر رسمی جشنواره با تصویری از او منتشر شد.

در این دوره از جشنواره جایزه افتخاری نخل طلایی به آنیس واردا، کارگردان فرانسوی و از پیشگامان موج نو اهدا شد. این برای اولین بار بود که این جایزه به یک کارگردان زن اهدا می‌شد.

## هیئت داوران

### بخش مسابقه
اسامی کامل هیئت داوران بخش مسابقه در تاریخ ۲۱ آوریل ۲۰۱۵ اعلام شد.
| نام  | نام                             | شغل                                        | کشور                           |
| ---- | ------------------------------- | ------------------------------------------ | ------------------------------ |
| مرکز | برادران کوئن (رئیس هیئت داوران) | کارگردان، فیلم‌نامه‌نویس، تهیه‌کننده          | ایالات متحده آمریکا            |
| مرکز | روسی د پالما                    | بازیگر                                     | اسپانیا                        |
| مرکز | سوفی مارسو                      | بازیگر                                     | فرانسه                         |
| مرکز | سینا میلر                       | بازیگر                                     | ایالات متحده آمریکا / بریتانیا |
| مرکز | رکیا ترائوره                    | نویسنده، آهنگساز، مترجم                    | مالی                           |
| مرکز | گی‌یرمو دل تورو                  | کارگردان، فیلم‌نامه‌نویس، تهیه‌کننده          | مکزیک                          |
| مرکز | زاویه دولان                     | کارگردان، فیلم‌نامه‌نویس، تهیه کننده، بازیگر | کانادا                         |
| مرکز | جیک جیلنهال                     | بازیگر، تهیه کننده                         | ایالات متحده آمریکا            |

### بخش نوعی نگاه
| نام                                | شغل               | کشور                          |
| ---------------------------------- | ----------------- | ----------------------------- |
| ایزابلا روسلینی (رئیس هیئت داوران) | بازیگر            | ایتالیا · ایالات متحده آمریکا |
| حیفا المنصور                       | کارگردان          | عربستان سعودی                 |
| نادین لبکی                         | کارگردان و بازیگر | لبنان                         |
| پانوس کوتراس                       | کارگردان          | یونان                         |
| طاهر رحیم                          | بازیگر            | فرانسه                        |

## مسابقه
فیلم‌های زیر برای بخش مسابقه انتخاب شده‌اند:
| عنوان فارسی                | عنوان اصلی               | کارگردان(ها)     | کشور تولیدکننده                            |
| -------------------------- | ------------------------ | ---------------- | ------------------------------------------ |
| دیپان                      | Dheepan                  | ژاک اودیار       | فرانسه                                     |
| یک مرد ساده                | La Loi du marché         | استفان بریزه     | فرانسه                                     |
| مارگریت و ژولین            | Marguerite et Julien     | والری دونزلی     | فرانسه                                     |
| مزمن                       | Chronic                  | میشل فرانکو      | مکزیک، ایالات متحده آمریکا                 |
| داستان داستانها            | Il racconto dei racconti | متئو گارونه      | ایتالیا، فرانسه، بریتانیا                  |
| کارول                      | Carol                    | تاد هینز         | بریتانیا، ایالات متحده آمریکا              |
| قاتل                       | 聶隱娘 Nie Yin Niang     | هو شیائو-شین     | تایوان                                     |
| کوه‌ها از جا کنده خواهند شد | 山河故人 Shan He Gu Ren  | جیا ژانکه        | چین                                        |
| خواهر کوچکمان              | 海街diary Umimachi Diary | هیروکازو کورئیدا | ژاپن                                       |
| مکبث                       | Macbeth                  | جاستین کورزل     | بریتانیا، فرانسه، ایالات متحده آمریکا      |
| خرچنگ                      | The Lobster              | یورگوس لانتی‌موس  | یونان، فرانسه، ایرلند، هلند، بریتانیا      |
| شاه من                     | Mon roi                  | مایوین           | فرانسه                                     |
| مادر من                    | Mia madre                | نانی مورتی       | ایتالیا                                    |
| پسر شائول                  | Saul Fia                 | لاسلو نمس        | مجارستان                                   |
| دره عشق                    | La Vallée de l'amour     | گوییامو نیکلو    | فرانسه                                     |
| جوانی                      | La giovinezza            | پائولو سورنتینو  | ایتالیا                                    |
| بلندتر از صدای بمب         | Louder Than Bombs        | خواکیم تریه      | نروژ، فرانسه، دانمارک، ایالات متحده آمریکا |
| دریای درختان               | The Sea of Trees         | گاس ون سنت       | ایالات متحده آمریکا                        |
| سیکاریو                    | Sicario                  | دنی ویلنو        | ایالات متحده آمریکا                        |

## نوعی نگاه
| عنوان فارسی     | عنوان اصلی                 | کارگردان(ها)            | کشور تولیدکننده             |
| --------------- | -------------------------- | ----------------------- | --------------------------- |
| تنها پرواز کن   | Masaan                     | نیراج گایوان            | هند                         |
| قوچ             | Hrútar                     | گریمور هاکونارسون       | ایسلند                      |
| لوبیای شیرین    | あん An                    | نایومی کاواسه           | ژاپن                        |
| سفر به ساحل     | 岸辺の旅 Kishibe no tabi   | کیوشی کوروساوا          | ژاپن                        |
| من یک سربازم    | Je suis un soldat          | لورن لاریویر            | فرانسه، بلژیک               |
| خورشید بالاآمده | Zvizdan                    | دالیبور ماتانیچ         | کرواسی، اسلوونی             |
| دام             | Taklub                     | بریلانته مندوزا         | فیلیپین                     |
| سمت دیگر        | The Other Side             | روبرتو مینروینی         | آمریکا، ایتالیا             |
| یک طبقه پایین   | Un etaj mai jos            | رادو مونتین             | رومانی                      |
| بی شرم          | 무뢰한 Mu-Roe-Han          | او سئونگ- اوک           | کره جنوبی                   |
| انتخاب شدگان    | Las elegidas               | دیوید پابلوس            | مکزیک                       |
| ناهید           | ناهید                      | آیدا پناهنده            | ایران                       |
| گنج             | Comoara                    | کورنلیو پرومبوبو        | رومانی                      |
| آلیاس ماریا     | Alias María                | خوزه لوییس روگلس گارسیا | کلمبیا، آرژانتین، فرانسه    |
| مسیر چهارم      | Chauthi Koot               | گورویندر سینگ           | هندوستان                    |
| مدونا           | 마돈나                     | شین سو-وون              | کره جنوبی                   |
| گورستان شکوه    | รักที่ขอนแก่น Rak Ti Khon Kaen | آپیچاتپونگ ویراستاکول   | تایلند                      |
| مریلند          | Maryland                   | آلیس وینوکور            | فرانسه                      |
| بره             | Lamb                       | یارد زلکه               | اتیوپی، فرانسه، آلمان، نروژ |

## بخش خارج از مسابقه
این فیلم‌ها جهت نمایش در بخش خارج از مسابقه انتخاب شدند:
| عنوان فارسی                | عنوان اصلی          | کارگردان(ها) | کشور تولیدکننده  |
| -------------------------- | ------------------- | ------------ | ---------------- |
| مکس دیوانه: جاده خشم       | Mad Max: Fury Road  | جرج میلر     | استرالیا، آمریکا |
| سربلند (فیلم افتتاحیه)     | La Tête haute       | امانوئل برکو | فرانسه           |
| مرد بی‌منطق                 | Irrational Man      | وودی آلن     | آمریکا           |
| شازده کوچولو (فیلم ۲۰۱۵)   | The Little Prince   | مارک ازبرن   | فرانسه           |
| درون                       | Inside Out          | پیت داکتر    | آمریکا           |
| یخ و آسمان (فیلم اختتامیه) | La Glace et le ciel | لوک ژاکه     | فرانسه           |

نمایش نیمه شب
| عنوان فارسی | عنوان اصلی    | کارگردان(ها) | کشور تولیدکننده |
| ----------- | ------------- | ------------ | --------------- |
| امی         | Amy           | آصف کاپادیا  | انگلستان        |
| دفتر کار    | 오피스 Opiseu | هونگ وون-چان | کره جنوبی       |
| عشق         | Love          | گاسپر نوئه   | فرانسه          |

نمایش ویژه
| عنوان فارسی          | عنوان اصلی                                     | Director(s)     | کشور تولیدکننده |
| -------------------- | ---------------------------------------------- | --------------- | --------------- |
| آسفالت               | Asphalte                                       | ساموئل بنچیتریت | فرانسه          |
| خانه ما              | Oka                                            | سلیمان سیسه     | مالی            |
| نگو، پسر دیوانه بود  | Une histoire de fou                            | روبر گدیگیان    | فرانسه          |
| چاره                 | היורד למעלה Hayored lema'ala                   | الاد کیدان      | اسرائیل         |
| داستان عشق و تاریکی* | סיפור על אהבה וחושך Sipur al ahava ve choshech | ناتالی پورتمن   | آمریکا، اسرائیل |
| فراموشی              | Amnesia                                        | باربت شرودر     | سوئیس، فرانسه   |
| پاناما               | Panama                                         | پاول ووکویچ     | صربستان         |

## جوایز

### بخش مسابقه
| جایزه                   | برنده                                 | کشور                |
| ----------------------- | ------------------------------------- | ------------------- |
| نخل طلا                 | فیلم دیپان از ژاک اودیار              | فرانسه              |
| جایزه افتخاری نخل طلا   | آنیس واردا                            | فرانسه              |
| جایزه بزرگ              | فیلم پسر شائول به کارگردانی لاسلو نمس | مجارستان            |
| جایزه بهترین کارگردان   | هو شیائو-شین برای فیلم قاتل           | تایوان              |
| بهترین بازیگر زن        | امانوئل برکو برای فیلمشاه من          | فرانسه              |
| بهترین بازیگر زن        | رونی مارا برای فیلمکارول              | ایالات متحده آمریکا |
| جایزه بهترین بازیگر مرد | وینسنت لیندون برای فیلم قانون بازار   | فرانسه              |
| جایزه ویژه هیئت داوران  | فیلم خرچنگ ساخته یورگوس لانتی‌موس      | یونان               |
| بهترین فیلمنامه         | میشل فرانکو برای فیلم مزمن            | ایالات متحده آمریکا |

### بخش نوعی نگاه
| جایزه                  | برنده                              | کشور   |
| ---------------------- | ---------------------------------- | ------ |
| جایزه اصلی             | قوچ از گریمور هاکونارسون           | ایسلند |
| جایزه ویژه هیئت داوران | خورشید بالاآمده از دالیبور ماتانیچ | کرواسی |
| جایزه آینده نویدبخش    | ناهید از آیدا پناهنده              | ایران  |
| جایزه آینده نویدبخش    | تنها پرواز کن از نیراج گایوان      | هند    |
| جایزه بهترین کارگردانی | کیوشی کوروساوا برای سفر به ساحل    | ژاپن   |
| استعداد درخشان         | گنج از کورنلیو پرومبوبو            | رومانی |